# 駐沙烏地阿拉伯王國臺北經濟文化代表處
駐沙烏地阿拉伯王國臺北經濟文化代表處（羅馬化：Maktab Almumaththil Al'Iiqtasadi Walththaqafi Litayibih fi Almamlakat Alearabiat Alssaeudia）為中華民國在沙烏地阿拉伯的代表機構，功能上等同於實質大使館。館務轄區阿富汗、吉布提、衣索比亞、巴基斯坦、也门、卡達、蘇丹和南蘇丹。該代表處由公使銜代表鄧盛平領導。
原先在吉達有一個分處，但後來2017年因外交資源的重新分配而關閉。

## 歷史
在1990年以前，中華民國與沙烏地阿拉伯一直有正式外交關係，並由中華民國駐利雅德大使館代理，並另有位於吉達的中華民國駐吉達總領事館。然而在那一年，沙國與中華人民共和國建立了關係。
此外，沙國在臺北市的辦事處為沙烏地阿拉伯商務辦事處：這兩個辦事處都是在断绝外交关系的六个月后，在签署一份秘密备忘录后于1991年设立的。

## 外部連結
- 駐沙烏地阿拉伯王國臺北經濟文化代表處官網首頁 （页面存档备份，存于）